# Instituto Tecnológico Superior de Xalapa
El Instituto Tecnológico Superior de Xalapa es una institución de educación superior tecnológica ubicada en la ciudad de Xalapa, capital del estado de Veracruz, México, cuenta además con instalaciones en las ciudades de Xico y Rinconada que actualmente fungen como extensiones de la misma institución. Como todas las instituciones de educación tecnológica en México, el Instituto Tecnológico Superior de Xalapa se encuentra regulado por el organismo nacional conocido como Tecnológico Nacional de México.

## Oferta Académica
- Licenciatura en Gastronomía
- Ingeniería Bioquímica
- Ingeniería Civil
- Ingeniería Electrónica
- Ingeniería Electromecánica
- Ingeniería Industrial
- Ingeniería Mecatrónica
- Ingeniería en Gestión Empresarial
- Ingeniería en Industrias Alimentarias
- Ingeniería en Sistemas Computacionales

Actualmente cuenta con una matrícula de más de 7,000 alumnos..

## Actividades Extracurriculares
El ITSX está comprometido con el programa de formación profesional y mediante su departamento de extracurriculares, ofrece diversas actividades que otorgan parte de los créditos requeridos en el plan de estudios, además de promover la salud mediante la actividad física-mental.
El programa comprende un año continuo y puede ser cursada en una sola o dos disciplinas diferentes por semestre. Al término de esta, se elabora una constancia de acreditación, que se anexa al expediente escolar y que es requisito obligatorio para los trámites escolares. Se ofrecen las siguientes actividades:
- Ajedrez
- Baile y Folklore
- Basquetbol
- Acondicionamiento físico
- Vanguardia y Escolta
- Fútbol
- Karate y Defensa personal
- Música (Rondalla y Rock)
- Tae Kwon Do
- Tenis y Ping Pong
- Zumba y Ritmos Latinos
- Protección Civil

## Actividades Complementarias
En el ITSX, las actividades complementarias son todas aquellas actividades que realiza el estudiante en beneficio de su formación integral con el objetivo de complementar sus competencias profesionales. Para que se acredite una actividad complementaria es indispensable que se cubran el 100% de las evidencias y el Departamento responsable de la actividad emitirá una relación de alumnos acreditados, que se entregará en original a la Subdirección Académica. Es necesario cubrir cinco créditos de actividades complementarias para que el estudiante pueda inscribirse al séptimo semestre.

## Idiomas
Todos los alumnos inscritos a una carrera en el ITSX, deberán acreditar un idioma extranjero y recibir su Constancia de Liberación la cual, forma parte de los requisitos obligatorios para realizar los trámites de Titulación; todo lo anterior de acuerdo con los dictámenes emitidos por el Tecnológico Nacional de México. El ITSX ofrece los siguientes cursos de idiomas:
- Inglés
- Francés